# Battaglia di Ain Zara
La battaglia di Ain Zara fu un confronto armato della guerra italo-turca combattuto nel 1911 per il possesso dell'oasi e campo trincerato turco di Ain Zara e del territorio a essa circostante.

## La battaglia
Prima di proseguire nell'occupazione della Tripolitania, si rese necessario neutralizzare la minaccia di Ain Zara, una postazione ben fortificata a soli 8 chilometri a sud di Tripoli. Presidiata da circa 8 000 uomini, appoggiati da una batteria di sette cannoni Krupp da 87 mm; essa era una delle più importanti basi ottomane e il punto di partenza di tutti gli attacchi fino ad allora condotti contro Tripoli.  Attaccata e conquistata nel dicembre 1911, ad Ain Zara si combatté anche nel mese di gennaio 1912 quando fu respinto un tentativo da parte dei turco-arabi di riconquistare le posizioni perdute il mese prima.

## Combattimento del dicembre 1911
Il 4 dicembre 1911 partirono circa 12 000 uomini suddivisi in tre colonne. La prima colonna, di destra, guidata dal generale Guglielmo Pecori Giraldi, operò con due brigate "Giardina" (6º e 40º fanteria su 2 battaglioni ciascuno) e "Lequio" (due battaglioni dei Granatieri di Sardegna, il battaglione alpini Fenestrelle e l'11º reggimento Bersaglieri) ; la seconda colonna, centrale, comandata dal generale Luigi Rainaldi, era articolata sull'82°, l'84º e una batteria da montagna. A sostegno dell'attacco, il personale della Regia Marina innalzò alcuni palloni frenati da osservazione per garantire l'intervento dell'artiglieria navale e di quella sbarcata a Tripoli. Una terza colonna di sinistra, agli ordini del colonnello Amari e organizzata su due battaglioni del 52º Reggimento fanteria "Alpi", uscì da Tripoli, con l'obiettivo attaccare il nemico arroccato sulle posizioni di quota 38 (altura delle Fornaci). . Alla battaglia di Ain Zara concorsero anche altre truppe, infatti, per iniziativa del gen. Di Chaurand, un battaglione del 93°, 2 compagnie del 18º fanteria e 2 compagnie zappatori genio accesero un breve combattimento diversivo avente lo scopo di distrarre forze arabo-turche dal combattimento principale. 

Un cannone italiano da 75A fa fuoco su Ain Zara

La colonna del generale Rainaldi operò direttamente contro le difese turche sotto il fuoco delle artiglierie, cui risposero con tiri di controbatteria i 149/23 e i mortai da 210 mm italiani; alcuni contrattacchi dei difensori usciti in sortita furono rintuzzati. Alle 15:00, minacciati di aggiramento dalla brigata "Giardina", i turchi iniziarono a ritirarsi dall'oasi abbandonando tutte le artiglierie. I reparti del gen. Pecori Giraldi occuparono una posizione sovrastante Ain Zara scacciando gli arabo-turchi mentre, nel frattempo, la colonna di sinistra, Amari,  non riuscendo a superare la resistenza e non essendo più necessaria la sua azione, ebbe ordine di rientrare.  Nella giornata successiva, truppe e cavalleria rastrellarono il territorio, inseguirono gli arabo-turchi catturando anche alcune carovane. Respinti piccoli gruppi di retroguardia, le truppe occuparono quattro campi catturando un ingente bottino di armi, munizioni, tende, viveri e bestiame. 
Le perdite totali nella giornata furono da parte italiana: 1 ufficiale morto e 8 feriti, 16 militari morti e 163 feriti. Le perdite dei turchi, furono stimate in oltre 50 morti fra cui 2 ufficiali, ed altrettanti feriti. Quelle degli arabi oltrepassarono il centinaio di morti.  Tra i caduti italiani, il colonnello Giovanni Pastorelli del 40º fanteria cui fu concessa la medaglia d'oro al Valor Militare con la seguente motivazione: “Diede prova ammirevole di valore, trascinando con l'esempio e stando in prima linea con l'avanguardia per meglio dirigerla, i reparti del suo reggimento sottoposti a intenso fuoco nemico, e sebbene ferito a morte, trovò nella sua energia e nell'alto concetto che egli aveva della sua missione la tranquillità di animo e la forza, nel cedere il comando al tenente colonnello, di raccomandare a tutti l'onore del reggimento e della sua bandiera, che lui aveva sempre tenuto alto”.. Un'altra medaglia d'oro fu concessa nel 1912 al Gen. Fara per l'azione di Ain Zara del 4 dicembre 1911 e per quelle successive di Bir Tobras, di Misurata, e di Gheran.

## Combattimento del 28 gennaio 1912
Un secondo combattimento interessò la zona di Ain Zara nel gennaio 1912.  Infatti, al principio del gennaio 1912, il comando turco disponendo di una forza considerevole ritenne di poter sviluppare con successo un'azione in grande stile per la riconquista di Ain Zara. Il Comando italiano, informato, organizzò la difesa presidiando Ain Zara con i reggimenti di fanteria 6°, 40°, 50°, con i battaglioni II Granatieri e Alpini Mondovì, e alcune batterie. Dopo alcune scaramucce avvenute nella giornata del 27, il 28 gennaio iniziò l'attacco.  Forti nuclei turchi e arabi cercarono di circondare e conquistare le posizioni italiane ma furono respinti dal fuoco delle artiglierie e delle mitragliatrici.  Alle 10 la ritirata dei turco-arabi si manifestò completa su tutta la linea. Le forze attaccanti ammontavano a 4000 uomini, fra cui 500 regolari turchi. Le perdite italiane furono di 3 militari di truppa morti e 15 feriti. Quelle arabo-turche rimasero imprecisate.

## Conseguenze
L'oasi di Ain Zara fu fortificata e venne steso un nuovo troncone ferroviario che la collegò a Tripoli.

Il ritrovamento del mosaico romano da parte dei bersaglieri ad Ain Zara

Più curiosità suscitò in Italia il ritrovamento ad Ain Zara di un antico pavimento romano a mosaico, rinvenuto dai bersaglieri del 33º battaglione durante gli scavi per le trincee: apparteneva presumibilmente all'antica città romana di Oea. Il reperto fu accuratamente rimosso ed inviato in Italia (senza fonte).